# Верфь Нельсона
«Верфь Нельсона» — крупный национальный парк и объект культурного наследия, расположенный в месте, известном как Английская гавань, на острове Антигуа (в Антигуа и Барбуде). Кроме того, непосредственно сама верфь используется по своему назначению, для многочисленных яхт и судов. Своё название получила в честь Горацио Нельсона.

## История
В прошлом Английская гавань была базой британского военно-морского флота, которым в конце XVIII — начале XIX века командовал Горацио Нельсон. Королевский флот начал использовать Английскую гавань в качестве безопасного убежища в XVII веке.
В 1725 году законодательный орган Антигуа передал Английскую гавань королю для военно-морского использования, а в 1729 году включил в неё прилегающие земли. К 1745 году гавань была укреплена. Капитан Горацио Нельсон прибыл сюда в июле 1784 года, в качестве старшего офицера Северного подразделения Вест-Индской компании, командуя кораблём «Борей» (ориг. HMS Boreas). И пробыл здесь до 1787 года. Нельсон назвал гавань «мерзкой дырой», а жителей «американцев, помыслами и интересами, враждебными Великобритании. Они столь же мятежны, как когда-то были в Америке, и доказали бы это, представься им такая возможность».
С 1730-х годов Антигуа развивался англичанами, как военно-морская верфь. Изначально её сооружения представляли собой плавучую пристань и склады, расположенные на берегу. Со временем к ним добавились постоянные постройки, например, казармы и жилые дома. А причалы были заменены на каменные, стационарные. В 1889 году верфь Нельсона была официально упразднена, как военно-морская база.
В настоящее время под названием «Верфь Нельсона» объединены несколько зданий и портовых сооружений георгианской эпохи, остатки крепостной стены, и, собственно, верфь. Все вместе они представляют комплекс культурно-исторического наследия, а также туристическую достопримечательность. В 2016 году военно-морские сооружения Антигуа были признаны ЮНЕСКО, как объекты всемирного наследия.

## Туристическая достопримечательность
Площадь парка 26 квадратных километров. Здесь расположены ремесленные мастерские, магазины сувениров, рестораны и отели. Исторические форты украшают ландшафт парка, а пешеходные тропы позволяют посетителям совершать пешие прогулки.